# Taceat in ecclesia mulier
Taceat in ecclesia mulier o «que les dones callin a les assemblees» és un latinisme que prové de la Primera carta als Corintis de Pau de Tars publicada l'any 54. Amb vir caput mulieris, «l'home és el cap de la dona» són dues frases que es van fer servir i encara es fan servir per explicar la posició de la dona a l'església i justificar-ne la submissió. Aquestes frases també es van invocar per a prohibir que les dones cantessin a l'església. Això mateix és la raó per la qual es van introduir els castrats en la música religiosa de l'Església catòlica.
Quan l'església es va institucionalitzar, l'organització carismàtica va minvar. Als llecs, siguin dones o homes, es va prohibir la lliure paraula. «Per la clericalització, el paper de la dona es va reduir a l'únic paper de promotora de la castedat.»
| «                                         | Com a totes les esglésies dels sants, que les dones callin a les assemblees; no els és permès de parlar-hi, sinó que siguin submises, com ho diu fins i tot la Llei.» | » |
| — Pau de Tars, Primera carta als Corintis | |   |

| «                                      | Que també les dones, vestides decentment, s'arreglin amb pudor i senzillesa, no amb trenes, ni amb or, o perles o vestits sumptuosos, sinó amb bones obres, com escau a dones que fan professió de servir Déu. Que la dona aprengui en silenci, amb tota submissió; però d'ensenyar, no li ho permeto, ni de dominar l'home, sinó que estigui en silenci. Perquè Adam fou format primer, després Heva. I no fou pas Adam l'enganyat, sinó que fou la dona qui, seduïda, caigué en una transgressió. Amb tot, se salvarà per la maternitat, mentre perseverin amb modèstia en la fe, la caritat i la santedat. | » |
| — Pau de Tars, Primera carta a Timoteu | |   |

Per comprendre la tesi de Pau de Tars sobre el vel femení s'hauria d'examinar els diversos significats que tenia en el context de l'antic Pròxim Orient, segons la historiadora suïssa Angéline Rais. Mostrava que una dona estava casada, que «pertanyia» a algú i així la protegia de la luxúria d'altres homes. Una dona poques vegades sortia en públic, i molt menys sense vel. La dona, doncs, ha d'amagar els seus cabells que sedueixen els homes. El pentinat encara era un signe de decència, neteja i expressió de classe social.
Amb la dificultat d'interpretació i de la traducció de texts antics, l'autors dels quals ja no podem interviuar per demanar que clarifiquin, es va assajar també de posicionar Pau com el gran emancipador. La paraula caput, «cap», segons Rodolf Puigdollers, no significaria «cap», sinó «glòria». La reputació de Pau de Tars com a misogin i fal·lòcrata seria el resultat d'un error de traducció i de malinterpretació del grec antic.
| « | En alguns manuscrits minúsculs tenen el terme κάλυμμα precedint i intentant explicitar l’expressió κατὰ κεφαλῆς ἔχων. D’aquesta manera interpreten «tenint (quelcom) sobre el cap» com «tenint un vel sobre el cap». Com aquest terme no es troba en cap manuscrit uncial, cal considerar-lo un afegit explicatiu, inspirat segurament en 1Co 3,13-16, on apareix el «vel sobre (ἐπί)» el rostre (v. 13), sobre la lectura (v. 14) i sobre el cor (v. 15). | » |